# Municipio de Aquila (Michoacán)
El Municipio de Aquila es uno de los 113 municipios que integran el estado de Michoacán. Se encuentra localizado al suroeste del estado y aproximadamente 271 kilómetros al suroeste de la ciudad de Morelia.

## Toponimia
El nombre «Aquila» es de origen náhuatl y se interpreta como ‘aplanadores’ o ‘bruñidores’.

## Historia
En época prehispánica, la región formaba parte de los dominios del reino mexica. Hacia el siglo XVI, ya bajo la dominación española, se estableció en el pueblo una alcaldía mayor con el objetivo de recaudar tributos. Lograda la independencia, el pueblo quedó integrado al municipio de Coalcomán en calidad de tenencia. Esta situación se modificó hacia 1910, cuando la región adquirió estatus de municipio y la localidad se estableció como cabecera.

## Geografía

### Ubicación
Aquila se localiza al suroeste del estado entre las coordenadas 18°36′ latitud norte y 103°30′ longitud oeste; a una altitud de 200 metros sobre el nivel del mar.

### Límites municipales
Tiene límites administrativos con los siguientes municipios o accidentes geográficos, según su ubicación:
| Noroeste: Coahuayana, Chinicuila | Norte: Coahuayana, Coalcomán de Vázquez Pallares |                          |
| Oeste: Océano Pacífico           |                                                  | Este: Arteaga            |
|                                  | Sur: Océano Pacífico                             | Sureste: Lázaro Cárdenas |

### Orografía e hidrografía
El municipio de Aquila, se sitúa en la Sierra Madre del Sur, y las sierras de Cachán, Maquilí y Parota. Por mencionar algunos están: el cerro de Las Ratas o Cayoltepel, Mancira, El Orcón y El Orconcito. Sus suelos se formaron en el período mesozoico, su uso principalmente es ganadero, forestal y agrícola. El municipio pertenece a las regiones hidrológicas Balsas y Costa de Michoacán. Sus recursos hidrológicos son proporcionados por los ríos Aquila, Ostula, El Cuilalá, El Cachán y El Huahua.

### Clima
El clima del municipio es tropical con lluvias en verano, sin cambio térmico invernal bien definido. La temperatura media anual es de 27°C, con máxima de 31.3 °C y mínima de 12.4 °C. El régimen de lluvias se registra entre los meses de junio y agosto, contando con una precipitación media de los 604.8 milímetros.

### Flora y fauna
La flora del municipio está compuesta por varias selvas y bosques: 
- el Bosque de Manglar, cuyos árboles son de mangle rojo, mangle blanco, mangle negro y mangle botoncillo destacan por su exuberancia;
- el Palmar de cayaco, único en Michoacán con palmas de cayaco (Orbygnia guacoyule), cuya altura alcanza hasta los 60 metros de alto, mezclado con árboles de culebro, cuajiote, parotan cedro, granadillo, sangualica, campinceran;
- la Selva mediana subcaducifolia, integrada por los mismos miembros del palmar excepto las palmas;
- la vegetación de dunas coseras, caracterizada por el pasto salado y bejucos de hierba del alacrán;
- las selvas bajas caducifolias, que desde el día de muertos de todos los años se viste de blanco hasta febrero del siguiente año, por las flores del xolocoahuiltl (árbol similar al godorníz), cuajiotes, copal, nopal, órganos;
- y el bosque de pino-encino, en los cerros de bandera, El Orcón y el Orconsito y San Antonio. En casi todos lados en las barrancas predominan especies de parota, zapote, mango, tepemezquite, cueramo, huisache, ceiba y palmar.

La fauna silvestre del municipio la componen especies de: puma, jaguar, pintilla, peluda, onza, jaguarundi y windure, nutrias, perros de agua, coyotes, mapaches, tejones, tigrillos, armadillos; 284 especies de aves como patos, loros, pericos, urraquillas y guacamayas; así como una amplia variedad de peces, cerca de 453.

## Demografía
De acuerdo a los resultados del Censo de Población y Vivienda de 2020 llevado a cabo por el Instituto Nacional de Estadística y Geografía, la población total de Aquila asciende a 24 676 personas, de las que 12 429 son hombres y 12 247 son mujeres.

### Localidades
En el censo de 2020 el municipio de Aquila contaba con 418 localidades.
| Código INEGI      | Localidad             | Población (2020) |
| ----------------- | --------------------- | ---------------- |
| 160080001         | Aquila                | 2 444            |
| 160080139         | La Placita de Morelos | 1 927            |
| 160080148         | Maruata               | 1 081            |
| Otras localidades | Otras localidades     | 19 224           |
| Total municipal   | Total municipal       | 24 676           |

## Cultura

### Sitios de interés

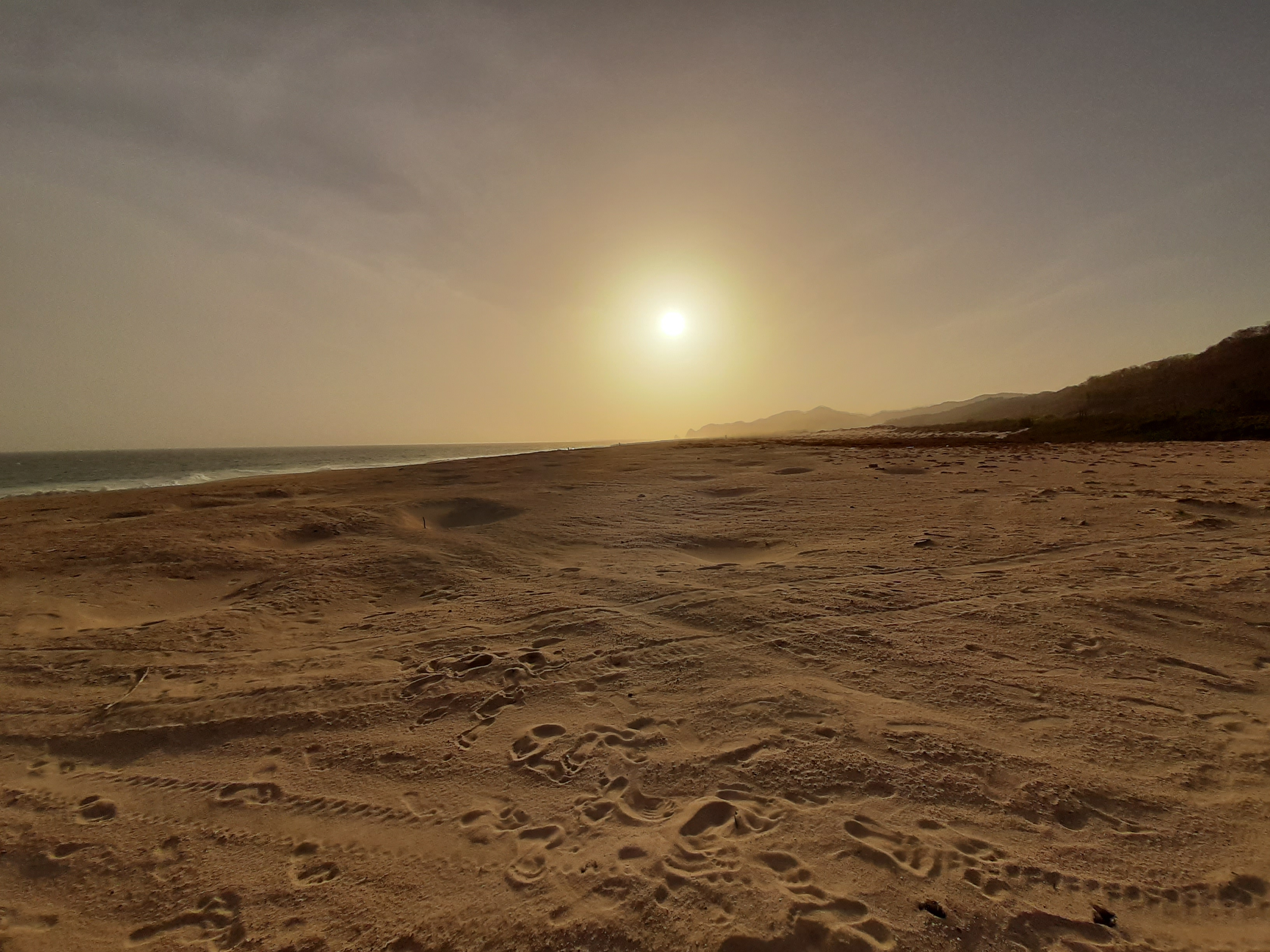
Playa de anidación de la tortuga marina Colola.

| - Templo parroquial de San Miguel - Capilla de San Francisco de Asís - Capilla de la Virgen de la Candelaria - Playa San Juan de Alima - Playa Brisas de San Juan - Playa Las Brisas de la Placita - Playa Bonita - Playa La Ticla. | - Playa de Anidación de Tortuga Marina Ixtapilla. - Playa de Anidación de Tortuga Marina Colola. - Playa Colola. - Playa Faro de Bucerías. - Playa Maruata. - Playa Nexpa. - Playa Pichilinguillo. - Río Cachán de Echeverría. |

### Fiestas
- San Miguel Arcángel: 29 de septiembre.
- Día de la Santa Cruz: 3 de mayo.

## Gobierno
Su forma de gobierno es democrática y depende del gobierno estatal y federal; se realizan elecciones cada 3 años, en donde se elige al presidente municipal y su gabinete. 